# Vladimir Afanas'evič Obručev
Vladimir Afanas'evič Obručev (in russo Влади́мир Афана́сьевич О́бручев?; Ržev, 28 settembre 1863 – Mosca, 19 giugno 1956) è stato un geologo, esploratore e scrittore russo specializzato nello studio della Siberia e dell'Asia centrale. Fu anche uno dei primi scrittori russi di fantascienza.

## Biografia
Vladimir Obručev si laureò alla scuola per geologi di San Pietroburgo nel 1886. Tra i suoi primi lavori ci fu lo studio dell'estrazione dell'oro, che lo portò a sviluppare una teoria che spiegava l'origine dei depositi di oro in Siberia. Consigliò la costruzione della ferrovia dell'Asia centrale e della ferrovia Transiberiana, e discusse con Sven Hedin del viaggio che voleva organizzare in Siberia. Mentre lavorava per la ferrovia, Obruchev esplorò il deserto del Karakum, le rive del fiume Amu Darya e il vecchio letto dell'Uzbois. Lavorò anche come geologo presso il lago Bajkal, sul fiume Lena e nelle miniere d'oro nei pressi del Vitim.
Tra il 1892 ed il 1894 Obručev "fu membro della spedizione di Grigorij Potanin in ... Mongolia, [e] nelle montagne di Nan Shan ed in Cina settentrionale". Esplorò anche l'area di Transbaikal, Zungaria e dei monti Altaj.
Nel 1929 Obručev fu nominato membro dell'Accademia russa delle scienze.
Avendo passato mezzo secolo ad esplorare Siberia ed Asia interna, Obručev sintetizzò le sue scoperte in una monografia in tre volumi intitolata La geologia della Siberia (1935–1938), seguita da La storia dell'esplorazione geologica della Siberia. Molte sue opere trattano delle origini dei löss in Asia centrale e Siberia, delle formazioni di ghiaccio e del permafrost della Siberia, dei problemi della tettonica siberiana e delle sue miniere d'oro. Scrisse anche molte famose opere scientifiche come Formazione di montagne e depositi di minerale (1932), Fondamenti di geologia (1944), Il campo della geologia (1927), Depositi di minerale (1928–1929) e altre. In tutto Obruchev scrisse:
()
Nel 1954 completò un ampio studio geografico dei monti Nan Shan in Cina basandosi sulle sue spedizioni e su alcune precedenti e passò gli ultimi anni di vita lavorando ad uno studio geologico su queste montagne.

### Carriera letteraria
In patria Obručev è conosciuto soprattutto come scrittore di due romanzi popolari di fantascienza, Plutonia (Плутония, 1915) e Земля Санникова ("Terra di Sannikov", 1924). Entrambi sulla scia de Il mondo perduto di Arthur Conan Doyle, descrivono in vividi dettagli la scoperta di un mondo isolato popolato da animali preistorici in terre inesplorate nel nord di Alaska o Siberia. In Plutonia dinosauri e altre specie giurassiche si trovano in una immaginaria zona sotterranea dell'Alaska; i dettagli sono resi più credibili dall'ampia conoscenza di Obručev della paleontologia. "Terra di Sannikov" (trasposto in un film sovietico nel 1973) prende il nome da un'isola fantasma del mar Glaciale Artico, citata da Yakov Sannikov nel 1811. Paul J. McAuley elogiò il romanzo in un articolo del 1999, affermando che "È vero che i personaggi sono inequivocabilmente portavoce delle opinioni dell'autore, e che la trama è puramente pulp, ma tutto è compensato dalla rigorosa precisione scientifica del romanzo".
Nel periodo sovietico Obručev tentò di emulare i modelli edoardiani delle storie d'avventura per ragazzi nei suoi romanzi Cercatori d'oro nel deserto (1928) e Nelle foreste dell'Asia centrale (1951).

## Incarichi ufficiali
- Professore dell'Università di Tomsk (1919–1921),
- Professore dellUniversità di Taurida di Sinferopoli (1918–1919),
- Professore dell'Accademia mineraria di Mosca (1921–1929);
- Membro della Accademia russa delle scienze (1929);
- Presidente del comitato degli Studi sul Permafrost (dal 1930);
- Direttore dell'istituto degli Studi sul Permafrost dell'Accademia russa delle scienze (dal 1939);
- Segretario del Dipartimento di Scienze Geologiche e Geografiche dell'Accademia russa delle scienze (1942–1946);
- Presidente onorario della Società geografica russa (dal 1948)

## Onorificenze
- Eroe del lavoro socialista (1945)
- Premio Prževal'skij
- Grande Medaglia d'Oro dell'Società geografica russa
- Due premi Čichačëv dall'Accademia francese delle scienze (1898 e 1925)
- Prima medaglia d'oro Karpinskij di sempre (1947)
- Premio Lenin (1926)
- Premio Stalin (1941, 1950)
- Cinque Ordini di Lenin
- Ordine della Bandiera rossa del lavoro e numerose medaglie

## Retaggio
- Obruchevite, un minerale
- Akademik Obruchev Range a Tuva
- Una montagna alle sorgenti del fiume Vitim
- Un'oasi in Antartide
- Il cratere Obruchev sulla luna
- Il Premio Obručev fu istituito dall'Accademia russa delle scienze nel 1938 per onorare i migliori studi nel campo della geologia siberiana
- Nave di ricerca di petrolio e gas Vladimir Obruchev, costruita a Kirov, Chabarovsk, operativa nel mar Caspio.[4]
- Obruchev Hills, un gruppo di colline arrotondate in Antartide.

## Famiglia
Anche due suoi figli divennero scienziati famosi:
- Sergej Obručev, geologo che scoprì i monti Čerskij in Siberia.
- Dmitrij Obručev, paleontologo che divenne un'autorità sui primi vertebrati.

## Opere
- Obruchev, Vladimir. Fundamentals Of Geology, Foreign Languages Publishing House, Moscow. Da Archive.org
- Obruchev, Vladimir. Plutonia, Mosca: Raduga Publishers, 1988, ISBN 5-05-001691-6
- Obruchev, Vladimir. Sannikov Land, Mosca: Raduga Publishers, 1988, ISBN 5-05-001690-8